# Château de Fourchette
Pour les articles homonymes, voir Fourchette (homonymie).
Le château de Fourchette se situe en France près du village de Pocé-sur-Cisse à quelques kilomètres d’Amboise dans le département d'Indre-et-Loire en région Centre.
Le bâtiment date du XVIIIe siècle à l'origine résidence du duc Étienne-François de Choiseul (1719-1785). La belle bâtisse de forme rectangulaire avec un étage et un comble mansardé est construite au centre d'un parc d'une vingtaine d'hectares, posée au pied d'un coteau en tuffeau. Son propriétaire depuis 1980 est Mick Jagger. 

## Description
Le château est la propriété successive de Jean Ardiller de La Brillonnière (1545), de Marie-Claude Scarron (vers 1700), de Marie-Armande-Claude Bergeron de La Goupillère, femme de Charles-Paul-Jacques-Joseph de Bridieu (1739), de Charles-Marie-Marthe de Bridieu, seigneur de Saint-Germain, Rouvray, Montreuil (vers 1770), et de Marie-Catherine Le Boucher de Verdun, veuve de Charles-Marie-Marthe de Bridieu (1789).
Le château est racheté pour 2,2 millions de francs français en 1980 par l'actuel propriétaire Mick Jagger chanteur du groupe The Rolling Stones. Celui-ci entreprend des travaux de rénovation estimés à 3 millions d'euros, conseillé par un cabinet international de décoration. L'intérieur est restauré, garni avec des meubles anciens (bibliothèque Empire, lits à baldaquin, chambres Louis XVI et bien plus encore). Redessinés complètement selon les plans d'une paysagiste anglaise, les jardins s'enrichissent d'une piscine, d'un étang à cascades avec une pagode japonaise et un court de tennis.
Dans le parc entourant le château de Fourchette, la petite chapelle reçoit une nouvelle charpente, et une centaine d'arbres sont plantés pour cacher la vue de la bâtisse.